# حسن شراحیلی
حسن شراحیلی (عربی: حسن شراحيلي؛ زادهٔ ۲۴ فوریهٔ ۱۹۹۳) بازیکن فوتبال اهل عربستان سعودی است.
از باشگاه‌هایی که در آن بازی کرده‌است می‌توان به باشگاه فوتبال الباطن اشاره کرد.
وی همچنین در تیم ملی فوتبال عربستان سعودی بازی کرده‌است.